# Apex
Apex Mountain Resort – ośrodek narciarski w zachodniej Kanadzie, w prowincji Kolumbia Brytyjska. Jest oddalony o około 30 minut drogi na zachód od miasta Penticton. Leży na zboczach Beaconsfield Mountain, na wysokości od 1575 do 2177 m n.p.m. Znajduje się tutaj 67 tras narciarskich obsługiwanych przez 4 wyciągi. Ponadto ośrodek oferuje między innymi 2 snowparki, lodowisko, trasy do jazdy po muldach oraz skocznię przeznaczoną do skoków akrobatycznych.
Często rozgrywane są tu zawody w ramach Pucharu Świata w narciarstwie dowolnym.